# 2023 FW13
2023 FW13 — астероїд Сонячної системи. Він був квазісупутником Землі з II або III століття до н. е. і залишатиметься таким до XXXVII або XXXVIII століття, тобто загалом близько 4000 років. Таким чином, на момент відкриття 2023 FW13 був найдовшим відомим астероїдом, який залишався у такій конфігурації, значно перевершуючи (469219) Камооалева, який раніше утримував цей рекорд протягом кількох століть.

## Відкриття
2023 FW13 був відкритий системою телескопів Pan-STARRS 28 березня 2023 року та внесений до переліку Центрів малих планет Міжнародного астрономічного союзу. 
Після оголошення про це відкриття 1 квітня Адріан Коффіне 3 квітня визначив, що астероїд є квазісупутником Землі. Потім він оголосив про це на сайті-комуні Minor Planet Mailing List, а також про можливість відновлення спостережень за попередні роки. Наступного дня, 4 квітня, Сем Дін оголосив, що знайшов спостереження, датовані 2016 роком, що дало змогу Тоні Данну підтвердити, що 2023 FW13 був близьким супутником Землі протягом століть і залишиться таким на століття вперед. 5 квітня було оголошено про схожі спостереження, датовані 2012 роком.
Орбіта астероїда 2023 FW13 дуже ексцентрична: він то віддаляється від Сонця і проходить половину відстані від орбіти Землі до орбіти Марса, то, навпаки, наближається до Сонця, проходячи половину відстані до орбіти Венери.